# 싱글와이프 (드라마)
《싱글와이프》는 2017년 8월 23일부터 2017년 9월 28일까지 iHQ DRAMA와 UMAX에서 방영된 드라마이다.

## 등장 인물

### 주요 인물
- 엄현경 : 이라희(32세) 역 - 비조르퍼니쳐 팀장
- 성혁 : 이민홍(32세) 역 - 핸드메이드 가구점 운영, 이라희의 전남편
- 곽희성 (아역 : 김정철) : 황재민(34세) 역 - 메리제인 호텔 대표
- 서유나 : 황효림(26세) 역 - 비조르퍼니쳐 인턴

### 주변 인물
- 윤예희 : 오인화(54세) 역 - 대표
- 홍원배 : 조 상무 역
- 조선묵 : 황호재(62세) 역
- 권성민 : 윤 과장 역

### 그 외 인물
- 미상 : 김준선 역
- 박주연 : 은지민 역
- 한수아 : 현아 역
- 최호승 : 마오 역
- 정다은 : 다은 역
- 서인권 : 인권 역
- 전다현 : 한승혜 역
- 이용탁 : 김훈식 역
- 미상 : 최선주 역
- 이서지 : 자영 역
- 임도윤 : 연두 역
- 주민호 : 재민비서 역
- 리민 : 공방 손님 역
- 김준호
- 김새미
- 조아진
- 손성진
- 손영석

### 특별출연
- 전소민 : MC 역
- 양범 : 홍콩 바이어 역